# Мала Локня
Мала Локня (рос. Малая Локня) — село в Суджанському районі Курської області Російської Федерації.
Населення становить 799 осіб. Входить до складу муніципального утворення Малолокнянська сільрада.

## Історія
Населений пункт розташований на території українського етнічного та культурного краю Східна Слобожанщина.
Від 2004 року входить до складу муніципального утворення Малолокнянська сільрада.
У серпні 2024 село перейшло під контроль ЗСУ.
9 березня 2025 село повернулося під контроль РФ.

## Населення
| 2002 | 2010 |
| ---- | ---- |
| 1107 | ↘799 |